# Vanessa Paradis
Vanessa Chantal Paradis (ur. 22 grudnia 1972 w Saint-Maur-des-Fossés) – francuska piosenkarka, aktorka i modelka.

## Życiorys
Urodziła się w Saint-Maur-des-Fossés, na przedmieściach Paryża. Dzieciństwo spędziła w Villiers-sur-Marne, chodziła do liceum Pablo Picasso w Fontenay-sous-Bois. Pierwszy raz wystąpiła na scenie w wieku siedmiu lat za sprawą swojego wuja Didiera Paina, producenta muzycznego, który zaproponował jej występ w amatorskim przesłuchaniu „L’école des enfants”. Zaśpiewała tam piosenkę „Emilie Jolie”, która została pokazana we francuskiej telewizji 3 maja 1980.
W 1985 z pomocą wuja zarejestrowała piosenkę „La magie des surprises-parties”, która nie została wydana na singlu, ale dzięki niej doszło do spotkania z kompozytorem Franckiem Langolffem i twórcą tekstów Etienne’em Roda-Gilem, którzy obiecali napisać piosenkę dla wówczas 14-letniej Paradis. Utwór „Joe le taxi” został wydany w 1986 i stał się ogólnoeuropejskim przebojem. W 1987 nagrała pierwszy album pt. M&J, który promowała singlami „Marylin et John”, „Manolo Manolette” i „Coupe, coupe”.
Jako aktorka zadebiutowała rolą wrażliwej, zakochanej w dużo starszym nauczycielu nastolatki w filmie Jeana-Claude’a Brisseau Noce Blanche (1989), a za swój występ w filmie otrzymała nagrodę Cesara dla najlepiej zapowiadającej się aktorki roku 1990. Wydała również album pt. Variations sur le même t’aime, który nagrała z pomocą Serge’a Gainsbourga.
W 1991 podpisała kontrakt na 3 mln franków z firmą Chanel jako nowa ambasadorka perfum Coco Chanel. W kampanii reklamowej ukazana została pod postacią ptaka w pozłacanej klatce. Swój trzeci album nagrała w Nowym Jorku we współpracy z Lennym Kravitzem i wydała w 1992. Płytę promowała m.in. singlami „Sunday Mondays” i „Be My Baby”.
Następnie zagrała nieporadną sierotę Marię, która poszukuje po Paryżu swojego ojca w celu dokonania na nim zemsty, w filmie Jeana Beckera Elisa (1995). Obraz zebrał pozytywne opinie krytyków, Paradis otrzymała wiele pochwał za znakomitą grę aktorską, a Depardieu podsumował pracę z nią słowami: Stale zaskakiwała mnie swoją siłą, którą w to wkładała. Posiada wszystko, co potrzebne, by zostać wielką aktorką.
W 1997 na ekrany kin francuskich wszedł film Jak kochają czarownice, w którym zagrała wspólnie z Jeanne Moreau. Kolejną produkcją filmową, w jakiej wystąpiła, był film Dziewczyna dla dwóch z Alainem Delonem i Jeanem-Paulem Belmondo w reżyserii Patrice’a Leconte. Z Lecontem ponownie spotkała się na planie filmu Dziewczyna na moście, gdzie partnerował jej Daniel Auteuil. W 2000 wydała album, z którego singlami były m.in. „Pourtant” (teledysk nakręcony przez Johnny’ego) i „Commando”. W 2005 wydała album koncertowy pt. Au Zénith. Następnie zagrała w filmach: Atomik Circus – Le retour de James Bataille (2004), Mon ange (2005) – pierwszy długometrażowy film Serge’a Frydmana i scenarzysty Patrice’a Leconte.
Pod koniec 2007 wydała album pt. Divine Idylle, a jej życiowy partner Johnny Depp wyreżyserował i zagrał w teledysku do promującej płytę piosenki „L'incendie”. W 2008 została ambasadorką firmy Miu Miu. W 2016 zasiadła w jury konkursu głównego na 69. MFF w Cannes.

## Życie prywatne
Od 1998 była związana z aktorem Johnnym Deppem, którego poznała cztery lata wcześniej, gdy był związany z Kate Moss. Mają dwoje dzieci: córkę Lily-Rose Depp (ur. 1999) i syna Johna Christophera „Jacka” III (ur. 2002). W czerwcu 2012 para ogłosiła rozstanie.

## Dyskografia

### Albumy studyjne
| M & J                                   | - Data: 15 sierpnia 1988 - Wydawca: Barclay/Polydor       | 13  | –  | - FRA: platynowa płyta    |
| Variations Sur Le Même T’aime           | - Data: 18 czerwca 1990 - Wydawca: Barclay/Polydor        | 6   | –  | - FRA: platynowa płyta    |
| Vanessa Paradis                         | - Data: 1 maja 1992 - Wydawca: Barclay/Polydor            | 113 | –  |                           |
| Bliss                                   | - Data: 21 października 2000 - Wydawca: Barclay/Universal | 1   | 31 | - FRA: 2x złota płyta     |
| Divinidylle                             | - Data: 27 sierpnia 2007 - Wydawca: Barclay/Universal     | 1   | 6  | - FRA: 2x platynowa płyta |
| Love Songs                              | - Data: 21 maja 2013 - Wydawca: Barclay/Universal         | 1   | 4  | - FRA: 2x platynowa płyta |
| Les sources                             | - Data: 16 listopada 2018 - Wydawca: Barclay/Universal    |     |    |                           |
| „–” oznacza, że album nie był notowany. |                                                           |     |    |                           |

### Kompilacje
| Tytuł      | Dane dot. albumu                                    | Pozycja na liście | Pozycja na liście | Certyfikat                |
| Tytuł      | Dane dot. albumu                                    | FRA               | CHE               | Certyfikat                |
| ---------- | --------------------------------------------------- | ----------------- | ----------------- | ------------------------- |
| Best of... | - Data: 23 listopada 2009 - Wydawca: Remark/Polydor | 1                 | 43                | - FRA: 2x platynowa płyta |

### Albumy koncertowe
| Tytuł                 | Dane dot. albumu                                       | Pozycja na liście | Certyfikat         |
| Tytuł                 | Dane dot. albumu                                       | FRA               | Certyfikat         |
| --------------------- | ------------------------------------------------------ | ----------------- | ------------------ |
| Live                  | - Data: 28 lutego 1994 - Wydawca: Remark/Polydor       | 121               | - FRA: złota płyta |
| Au Zénith             | - Data: 11 listopada 2001 - Wydawca: Barclay/Universal | 19                |                    |
| Divinidylle Tour      | - Data: 20 września 2008 - Wydawca: Barclay/Universal  | 5                 |                    |
| Une nuit à Versailles | - Data: 29 listopada 2010 - Wydawca: Barclay/Universal | 17                |                    |
| Love Songs Tour       | - Data: 24 listopada 2014 - Wydawca: Barclay/Universal | 22                |                    |

## Filmografia
- 1989: Białe małżeństwo jako Mathilde Tessier
- 1995: Élisa jako Marie
- 1997: Jak kochają czarownice jako Morgane
- 1998: Dziewczyna dla dwóch jako Alice Tomaso
- 1999: Dziewczyna na moście jako Adele
- 2004: Billy i Colette jako Colette
- 2004: Atomik Circus – Le retour de James Bataille jako Concia
- 2004: Tony'n'Tina's Wedding jako Marina Galino
- 2005: Magiczna karuzela jako Flora (głos, wersja francuska)
- 2006: Le soldat Rose jako Made in Asia
- 2007: La Clef jako Cécile
- 2010: Heartbreaker. Licencja na uwodzenie jako Juliette
- 2010: Przygoda w Paryżu jako Lucille (głos)
- 2011: Café de flore jako Jacqueline
- 2012: Dom w Bretanii jako Odile
- 2013: Casanova po przejściach[10] jako Avigal
- 2014: Spódnice w górę! jako Rose[11]
- 2017 Szron jako Marianne

## Nagrody
- 1990: Białe małżeństwo – Nagroda Główna César – najbardziej obiecująca aktorka
- 2000: Dziewczyna na moście – (nominacja) César – najlepsza aktorka